# Oskar Messter
Oskar Messter, nato Oskar Eduard Messter (Berlino, 21 novembre 1866 – Tegernsee, 6 dicembre 1943), è stato un regista e inventore tedesco.
Magnate cinematografico nei primi anni del cinema, produsse circa 150 film con la sua compagnia di produzione Messters Projektion GmbH.

## Biografia
Nacque a Berlino, dove suo padre aveva fondato una compagnia di spedizioni e produzione di equipaggiamenti ottici nel 1859. Messter costruì e vendette il suo primo proiettore filmico nel 1896, uno dei primi proiettori che usavano la Croce di Malta per conseguire il movimento intermittente del film. Egli è spesso citato come l'inventore di questa applicazione, ma sia Max Gliewe (anch'egli a Berlino) che Robert W. Paul (a Londra) indipendentemente costruirono proiettori usando questo meccanismo per il movimento della pellicola, più o meno negli stessi anni. Gliewe si aggregò successivamente alla compagnia di Messter ed insieme produssero con successo proiettori migliori - già nei primi anni, Messter ne vendette 64 unità.
Inoltre, Messter entrò immediatamente nel business della produzione cinematografica e costruì il primo studio cinematografico in Germania. Nel 1897 offrì anche 84 film mostranti una gran varietà di scene. Quattro anni dopo ristrutturò la sua compagnia in più settori di produzione cinematografica, ovvero produzione, distribuzione e fabbricazione di equipaggiamenti ottici, inclusi i proiettori. Realizzò la prima proiezione di film sonori in Germania al teatro Apollo di Berlino nel 1903 con un sistema chiamato Biofono in cui un grammofono era collegato al proiettore. Dal 1909 al 1917, la sua compagnia produsse 350 film. Nel 1918 vendette la sua compagnia cinematografica alla recentemente fondata UFA.
Donò la sua collezione di equipaggiamenti cinematografici storici al Deutsches Museum nel 1932.
Morì nel 1943 a Tegernsee.

## Filmografia

### Produttore
- Der Trompeter von Säckingen: Behüt dich Gott (o Behüt dich Gott, regia di Franz Porten (1907)
- Andreas Hofer, regia di Rudolf Biebrach - cortometraggio (1909)
- Japanisches Opfer, regia di Adolf Gärtner (1910)
- Das Liebesglück der Blinden, regia di Heinrich Bolten-Baeckers e Curt A. Stark (1911)
- Marianne, ein Weib aus dem Volk (1911)
- Des Lebens Würfelspiel, regia di Adolf Gärtner (1912)
- Eva, regia di Curt A. Stark (1913)
- Richard Wagner, regia di Carl Froelich e William Wauer  (1913)
- Rosa del nord (Nordlandrose), regia di Curt A. Stark (1914)
- Delirio d'amore (Um das Glück betrogen), regia di Curt A. Stark (1914)
- La grande peccatrice (Die große Sünderin), regia di Curt A. Stark (1914)
- Nella valle del sogno (Das Tal des Traumes), regia di Curt A. Stark (1914)
- Das Ende vom Liede, regia di Rudolf Biebrach (1915)
- Fürst Seppl, regia di Carl Froelich (1915)
- Frau Eva, regia di Artur Berger e Robert Wiene (1916)
- Abseits vom Glück, regia di Rudolf Biebrach (1916)
- Vertauschte Seelen, regia di Hans Oberländer (1917)
- Der Richter
- Feenhände, regia di Rudolf Biebrach (1917)
- Die Ehe der Luise Rohrbach, regia di Rudolf Biebrach (1917)
- Der Liebesbrief der Königin, regia di Robert Wiene (1917)
- Die Geschiedenen, regia di Viggo Larsen (1917)
- Der standhafte Benjamin, regia di Robert Wiene (1917)
- Frank Hansens Glück, regia di Viggo Larsen (1917)
- Christa Hartungen, regia di Rudolf Biebrach (1917)
- Der Diebstahl, regia di Richard Löwenbein (1917)
- Die Prinzessin von Neutralien, regia di Rudolf Biebrach (1917)
- Verheiratete Junggesellen, regia di Viggo Larsen (1917)
- Veilchen Nr. 4, regia di Conrad Wiene, Robert Wiene (1917)
- Der graue Herr, regia di Viggo Larsen (1917)
- Fred Roll, regia di Ernst Marischka (1918)
- Um ein Weib, regia di Ernst Marischka e di Hubert Marischka (1918)
- Gräfin Küchenfee, regia di Robert Wiene (1918)
- Auf Probe gestellt, regia di Rudolf Biebrach (1918)
- Gefangene Seele, regia di Rudolf Biebrach (1918)